# Blå mandag
Blå mandag er navnet på den efterfølgende mandag efter konfirmationen. Blå mandag er ikke en obligatorisk fridag for konfirmander, men mange skoler holder den gamle tradition i hævd.
Begrebet "blå mandag" er efter alt at dømme overtaget fra tysk, Blauer Montag, hvor det er en del af håndværkerlavets traditioner. Nogle mener, at begrebet er opstået i forbindelse med farversvendenes arbejde, da disse kunne tage mandagen fri, når de brugte planten vajd til at farve tøjet blåt med (Indigoblå, som er samme farve, som blev brugt til cowboybukser) – brugtes planten til at farve tøjet om søndagen, så skulle stoffet hænge til tørre hele mandagen, for at farven kunne blive iltet, så farven blev uopløselig i vand, hvorfor farvesvendene kunne holde fri. På tysk anvendes blå mandag derfor som betegnelse for en pjækkedag. I forbindelse med farvningen med vajd og indigo er der en afløber til Potteblå, hvor man brugte gæret urin, og helst fra fulde mandfolk, og det førte igen til den der med, at penge lugter ikke, for samtidigt med at man betalte for at lade sit vand på offentlige pissoirer, så blev urinen brugt i farverierne til at farve stoffer blå med, da den farvning skal foregå i et iltfrit miljø.
Udtrykket blev senere anvendt om konfirmandernes fridag efter konfirmationen; hvorledes overgangen fra de tyske håndværkstraditioner til konfirmationen foregik er uklart, men måske fordi konfirmanderne var "ude i det blå" på dagen, eller måske en overførsel fra det tyske blau sein, at være blå, der betyder at være fuld. 
Begrebet stammer fra katolske egne og blev tidligere kun anvendt om fastelavnsmandag, der var den eneste hverdag om året, hvor håndværkerne havde fri, ellers arbejdede man 6 dage om ugen. På denne dag blev der rigtig festet. Dagen efter blev kirkernes altre og billeder dækket til med et blåviolet klæde, så ikke kun kroppen skulle faste i fastetiden, men også øjnene, de måtte ikke have noget pænt at se på. 
Typisk tager konfirmanderne på en tur sammen og nyder resten af dagen.
På engelsk bruges udtrykket "Blue Monday" også hvis håndværkere eller fabriksarbejdere havde haft en weekend hvor de indtog så meget alkohol at de ikke kunne møde på arbejde mandag morgen. Navnet kommer formentlig af at blå (blue) på engelsk er synonym med at være lidt nedtrykt.
| Festival | Spire Denne artikel om festivaler og mærkedage er en spire som bør udbygges. Du er velkommen til at hjælpe Wikipedia ved at udvide den. |